# 하라다 토모요
하라다 토모요(原田 知世, 1967년 11월 28일~)는 일본의 배우이자 가수이다. 본명은 츠와키 도모요(津脇 知世, 결혼 전 성: 하라다)이며, 나가사키현 나가사키시 출신이다.
배우 하라다 기와코는 친언니이다. 1983년 영화 《시간을 달리는 소녀》로 데뷔했으며, 1980년대부터, 야쿠시마루 히로코(薬師丸ひろ子), 와타나베 노리코(渡辺典子)와 함께 가도카와 영화의 간판인 〈가도카와 세 자매〉중 한 명이다.

## 작품 목록

### 영화
- 1983년: 《시간을 달리는 소녀》 주연 · 요시야마 카즈코 역
- 1984년: 《사랑 이야기》 주연 · 나카미치 미호 역
- 1984년: 《천국에서 가장 가까운 섬》
- 1985년: 《이른 봄 이야기》
- 1987년: 《검은 드레스의 여자》
- 1987년: 《나를 스키에 데려가 줘》
- 1989년: 《그녀가 수영복으로 갈아 입으면》
- 1991년: 《보름달 MR.MOONLIGHT》
- 1993년: 《결혼》
- 1994년: 《물의 방랑객》
- 1997년: 《상처 투성이 천사》 타치바나 에이코 역
- 1998년: 《낙하하는 저녁》
- 2005년: 《우부메의 여름》
- 2005년: 《사요나라 컬러》
- 2006년: 《카미야 에츠코의 청춘》
- 2007년: 《이웃 마을 전쟁》 코자이 미즈키 역
- 2011년: 《도쿄 오아시스》 키쿠치 역
- 2012년: 《해피 해피 브레드》 미즈시마 리에 역
- 2013년: 《페코로스, 어머니 만나러 갑니다》 치에코 역
- 2018년: 《아이아이 가사: 다시 만난 그날》 마츠오카 타마에 역

### 드라마
- 1982년: 《세일러복과 기관총》 주연 · 호시 이즈미역
- 1982년: 《표적이 된 학원》
- 1986년: 《사랑 이야기》 주연 · 아이자와 토모코역
- 1988년: 《행복 지원》
- 1997년: 《뎃생》
- 2000년: 《스트레이트 뉴스》
- 2003년: 《막내장남 누나 셋》
- 2011년: 《햇님》
- 2014년: 《종이 달》
- 2014년: 《도중하차》
- 2015년: 《세 개의 달》
- 2015년: 《바다에 내리다》
- 2016년: 《운명을, 닮은 사랑》
- 2018년: 《절반, 푸르다》
- 2018년: 《불발탄 ~검은 돈을 조종하는 남자~》 무라타 사치코 역
- 2019년: 《당신 차례입니다》 주연 · 테즈카 나나 역